# ميغيل ألونسو رييس
ميغيل ألونسو رييس (بالإسبانية: Miguel Alonso Reyes)‏ هو محامي وسياسي مكسيكي، ولد في 20 سبتمبر 1971 في زاكاتيكاس في المكسيك. حزبياً، نشط في الحزب الثوري المؤسساتي.